# Campanya Egipte-Líbia
La Campanya Egipte-Líbia és el nom utilitzat per l'exèrcit dels Estats Units per a la contribució dels EUA a la Campanya Aliada del Desert Occidental, durant la Segona Guerra Mundial. Des de 1942, les forces nord-americanes van ajudar l'Imperi Britànic en la lluita contra les forces de l'Eix a Egipte i Líbia. La campanya Egipte-Líbia va formar part del que l'exèrcit nord-americà va anomenar el Teatre d'Operacions de la Mediterrània.

## Operacions de la Força Aèria

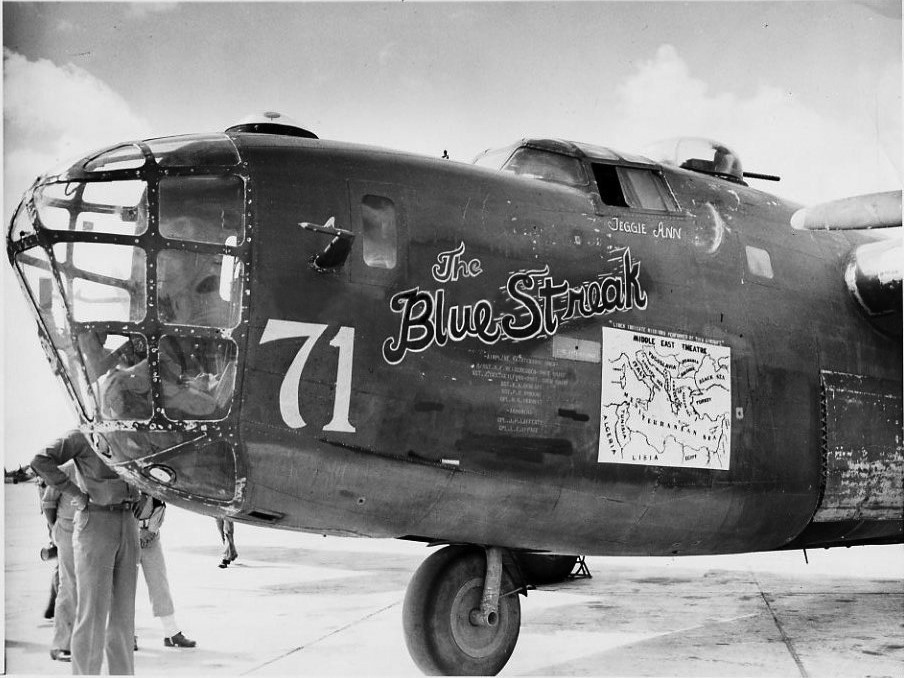
24 D Liberator "The Blue Streak" del Destacament Halverson. Inclou el mapa del Teatre d'operacions de la mediterrània al morro de l'avió.

El juny de 1942 es van crear les Forces de l'exèrcit dels Estats Units al Pròxim Orient (United States Army Forces in the Middle East-USAFIME) per substituir tant la missió nord-africana al Caire com la missió iraniana al corredor persa. El 16 de juny el Departament de Guerra va nomenar el general de l'exèrcit Russell L. Maxwell com a primer comandant de l'USAFIME. Es va nomenar un general de l'exèrcit, en lloc d'un general del Cos Aeri de l'Exèrcit, perquè en aquell moment encara s'esperava que hi hagués una gran contribució de la força terrestre de l'exèrcit dels Estats Units a la campanya. L'endemà, el Departament de Guerra va informar a Maxwell que el destacament Halverson romandria a Egipte com a part de l'USAFIME.
En previsió de l'arribada dels grups aeris nord-americans, el Departament de Guerra va enviar el major general Lewis H Brereton, comandant de la desena força aèria dels Estats Units a l'Índia, al Caire per a un servei temporal d'ajuda a les forces de la Commonwealth. Va arribar al Caire el 25 de juny, juntament amb nou B-17 Flying Fortress.

### 1r Grup Provisional
El 30 de juny, Brereton amb els B-17 que havia portat de l'Índia va traslladar les seves operacions d'Egipte a Palestina. Els B-24 del Destacament Halverson es van unir a ells a Lydda, Palestina. Ambdues unitats van fer missions de bombardeig diürn i nocturn contra les línies de subministrament cada cop més inadequades de l'Eix, concentrant els seus esforços contra el port de Tobruk.
Els bombarders pesats dels destacaments de Brereton i Halverson (ara combinats en el 1r Grup Provisional sota el comandament d'Halverson) havien estat volant amb les forces aèries de la Commonwealth des de feia temps, i aprofitant aquesta experiència, el 98è Grup de Bombardeig (Pesat) que va arribar a mitjans d'Agost, va poder entrar directament en acció. El 1r Grup Provisional va proporcionar el nucli del 376è Grup de Bombarders l'octubre de 1942.
Quan el 12è Grup de Bombardeig (Mitjà) i el 57è Grup de Caça van arribar al teatre d'operacions, van entrar en un tipus de guerra aèria altament cooperativa en un entorn desèrtic desconegut. Inicialment, es van integrar en formacions comparables de la RAF, cosa que els va permetre observar de primera mà les complexes tècniques de coordinació aire-terra que havien desenvolupat les forces de la Commonwealth durant els seus anys de lluita al desert occidental.
Per coordinar la creixent presència nord-americana, la Força Aèria de l'Orient Mitjà de l'exèrcit dels EUA va establir el IX Bomber Command i el IX Fighter Command.

### Novena Força Aèria

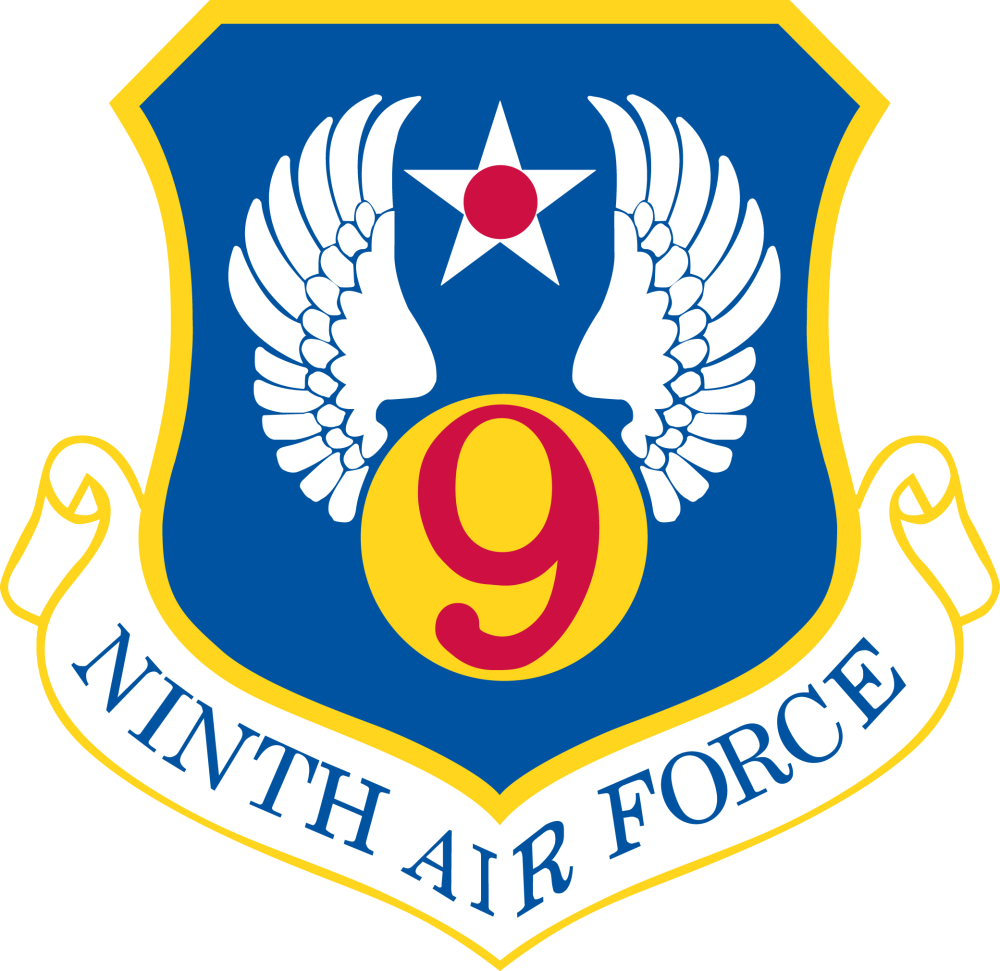
Emblema de la 9ª Força Aèria

Al novembre, el tinent general Frank M. Andrews va assumir el comandament de l'USAFIME, en substitució de Maxwell. Andrews era un aviador experimentat, i un dels seus primers actes va ser establir la Novena Força Aèria per substituir l'USAMEAF. Brereton va assumir el comandament de la nova organització i va establir el IX Air Service Command, que es va unir al IX Bomber Command i al IX Fighter Command com a quarter general subordinat principal. El 376è Grup de Bombardament, organitzat originalment per donar suport a les forces soviètiques, va passar a formar part del IX Bomber Command i va fer les seves primeres missions de combat sobre els deserts del nord d'Àfrica.

### Fi de la campanya
La campanya Egipte-Líbia de l'exèrcit nord-americà va acabar el 12 de febrer de 1943, quan les forces aliades finalment van aconseguir expulsar totes les forces de l'Eix de Líbia.